# Ansa Ikonen

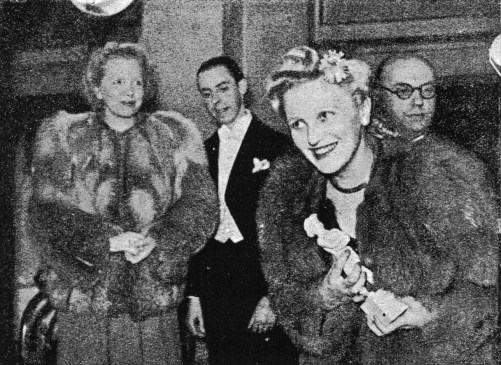
1944 erhielt Ansa Ikonen den ersten Jussi als Beste Hauptdarstellerin

Aili Ansa Inkeri Ikonen (* 19. Dezember 1913 in Sankt Petersburg, Russisches Reich; † 23. Mai 1989 in Helsinki) war eine finnische Film- und Theaterschauspielern sowie Sängerin.

## Leben
Ansa Ikonen wurde 1913 in Sankt Petersburg geboren, die Familie zog aber schon 1917 in das unabhängig werdende Finnland. Ikonen machte nach der Mittelschule eine Ausbildung zur Musiklehrerin. Diesen Beruf übte sie allerdings nicht aus, da sie sich auf ihre Filmkarriere konzentrierte. Nach einer kleinen Nebenrolle erhielt sie von Regisseur Valentin Vaala ihre erste Hauptrolle in dem Spielfilm Kaikki rakastavat (Jeder liebt), ihre erste Zusammenarbeit mit Tauno Palo. Insgesamt spielten die beiden in zwölf Filmen zusammen, meist romantischen Komödien, und galten zeitweise als das Traumpaar des finnischen Films. Ansa Ikonen wurde durch diese Filme zum Star und einer der bekanntesten Schauspielerinnen Finnlands. Sie nahm auch einige Schallplatten mit Palo auf.
1944 bekam Ikonen den neu geschaffenen finnischen Filmpreis Jussi als Beste Hauptdarstellerin für ihre Rolle der Anna Ringars in Vaivaisukon Morsian, nach dem Drama von Jarl Hemmer. In der Komödie Nainen on Valttia (deutsch Die Frau ist Trumpf) spielte Ikonen nicht nur die Hauptrolle, sondern führte auch Regie, als zweite Frau in Finnland überhaupt. Ihr letzter finnischer Film war Miljoonavaillinki 1961. Ihr letzter Filmauftritt überhaupt war eine kleine Nebenrolle in dem amerikanischen Agentenfilm Telefon, der teilweise in Finnland gedreht wurde.
Seit 1935 spielte Ikonen auch am Finnischen Nationaltheater in Helsinki. Dort spielte sie hauptsächlich in Komödien, aber auch in verschiedenen Stücken von Shakespeare, zum Beispiel die Julia in Romeo und Julia. Mit dem Nationaltheater hatte sie auch Gastauftritte im Ausland, unter anderem in Paris. Insgesamt dauerte ihre Theaterkarriere 44 Jahre.
1939 heiratete sie den Schauspieler Jalmari Rinne (1893–1985). Beide spielten in mehreren Filmen zusammen. Wegen des großen Altersunterschieds spielte Ikonen aber häufiger seine Tochter als seine Frau. Ikonen und Rinne haben zwei Töchter, Katriina Rinne (* 1939) und Marjatta Rinne (* 1945). Beide sind ebenfalls Schauspielerinnen.

## Filmografie
- 1934: Minä ja ministeri
- 1935: Syntipukki
- 1935: Kaikki rakastavat
- 1937: Koskenlaskijan Morsian
- 1937: Kuriton Sukupolvi
- 1938: Rykmentin murheenkryyni
- 1940: Runon kuningas ja muuttolintu
- 1940: Oi, Kallis Suomenmaa
- 1941: Kulkurin Valssi
- 1944: Vaivaisukon Morsian
- 1944: Die Frau ist Trumpf (Nainen on Valttia, auch Regie)
- 1945: Nokea ja kultaa
- 1947: Pikajuna Pohjoiseen
- 1951: Gabriel, tule takaisin
- 1953: Tyttö kuunsillalta
- 1955: Rakas Lurjus
- 1956: Ratkaisun Päivät
- 1958: Äidittömät
- 1961: Miljoonavaillinki
- 1977: Telefon

## Bühnenrollen
- Roxane (Edmond Rostand: Cyrano de Bergerac)
- Catherine (Muriel Spark: Doctors of Philosophy)
- Lady Teazle (Richard Sheridan: The School for Scandal)
- Katarina Thorwöst (Serp: Katarina, kaunis leski)
- Isabella (William Shakespeare: Maß für Maß)
- Nora (Henrik Ibsen: Nora oder Ein Puppenheim)
- Kirsti Mara (Tuuli Reijonen: Ovi avautuu)
- Beatrice (William Shakespeare: Viel Lärm um nichts)
- Marja Myllymies (Ilmari Turja: Raha ja sana)
- Hilde (Henrik Ibsen: Baumeister Solness)
- Julia (William Shakespeare: Romeo und Julia)
- Juulia (Maria Jotuni: Tohvelisankarin rouva)
- Portia (William Shakespeare: Der Kaufmann von Venedig)

## Ausgewählte Diskografie
Ikonen veröffentlichte folgende Musik:
- mit Tauno Palo: Pot-pot-pot 1940 (Odeon A 228590), auf SF-parati
- mit Tauno Palo: Ansa & Tauno 1974 (Kiss RPLP 5007), LP, einschließlich Kulkurin valssi

## Auszeichnungen
- Jussi als Beste Hauptdarstellerin für Vaivaisukon Morsian